# Montgomery County (Maryland)
Das Montgomery County ist ein County im US-Bundesstaat Maryland.
Der Verwaltungssitz (County Seat) ist Rockville. Bei der Volkszählung im Jahr 2020 hatte das County 1.062.061 Einwohner und eine Bevölkerungsdichte von 828 Einwohnern pro Quadratkilometer. Das Montgomery County ist Bestandteil der Metropolregion um die US-Hauptstadt Washington, D.C.

## Geographie

### Lage
Das 1313 Quadratkilometer – davon 30 Quadratkilometer (2,29 Prozent) Wasserflächen – große County bildet den nördlichen Vorortbereich der US-Bundeshauptstadt Washington und wird im Südwesten durch den Potomac River begrenzt, der die Grenze zu Virginia bildet.

Wappen
Flagge

### Nachbarcounties
| Frederick County          |                  | Howard County          |
| Loudoun County (Virginia) |                  |                        |
| Fairfax County (Virginia) | Washington, D.C. | Prince George’s County |

## Geschichte

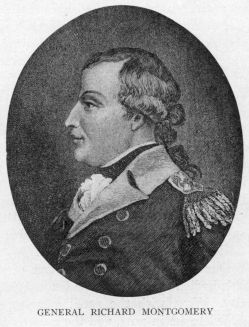
Richard Montgomery

Das Montgomery County wurde 1776 aus Teilen des Frederick, Prince George’s und des Charles County gebildet. Benannt wurde es nach Richard Montgomery (1738–1775), einem General der Kontinentalarmee im Amerikanischen Unabhängigkeitskrieg, der in der Schlacht von Québec als erster und höchstrangiger General fiel.
Als Verwaltungssitz wurde ein Ort in der Mitte des Countys ausgewählt, aus dem sich die heutige Stadt Rockville entwickelte.
1791 wurden Teile des Montgomery County einschließlich der damaligen Stadt Georgetown ausgegliedert, um gemeinsam mit Teilen benachbarter Countys in Maryland und Virginia den neu zu gründenden District of Columbia zu bilden.

Sechs Stätten im Montgomery County haben aufgrund ihrer geschichtlichen Bedeutung den Status einer National Historic Landmark. 73 Bauwerke und Stätten des Countys sind im National Register of Historic Places eingetragen (Stand 14. November 2017).

## Demografische Daten
Nach der Volkszählung im Jahr 2010 lebten im Montgomery County 971.777 Menschen in 344.099 Haushalten. Die Bevölkerungsdichte betrug 757,4 Einwohner pro Quadratkilometer.
Ethnisch betrachtet setzte sich die Bevölkerung zusammen aus  57,5 Prozent Weißen, 17,2 Prozent Afroamerikanern, 0,4 Prozent amerikanischen Ureinwohnern, 14,0 Prozent Asiaten sowie aus anderen ethnischen Gruppen; 4,0 Prozent stammten von zwei oder mehr Ethnien ab. Unabhängig von der ethnischen Zugehörigkeit waren 17,0 Prozent der Bevölkerung spanischer oder lateinamerikanischer Abstammung.
In den 344.099 Haushalten lebten statistisch je 2,72 Personen.
24,5 Prozent der Bevölkerung waren unter 18 Jahre alt, 63,2 Prozent waren zwischen 18 und 64 und 12,3 Prozent waren 65 Jahre oder älter. 51,5 Prozent der Bevölkerung war weiblich.

Das jährliche Durchschnittseinkommen eines Haushalts lag bei 93.774 USD. Das Prokopfeinkommen betrug 46.122 USD. 6,7 Prozent der Einwohner lebten unterhalb der Armutsgrenze.

## Wirtschaft und Infrastruktur

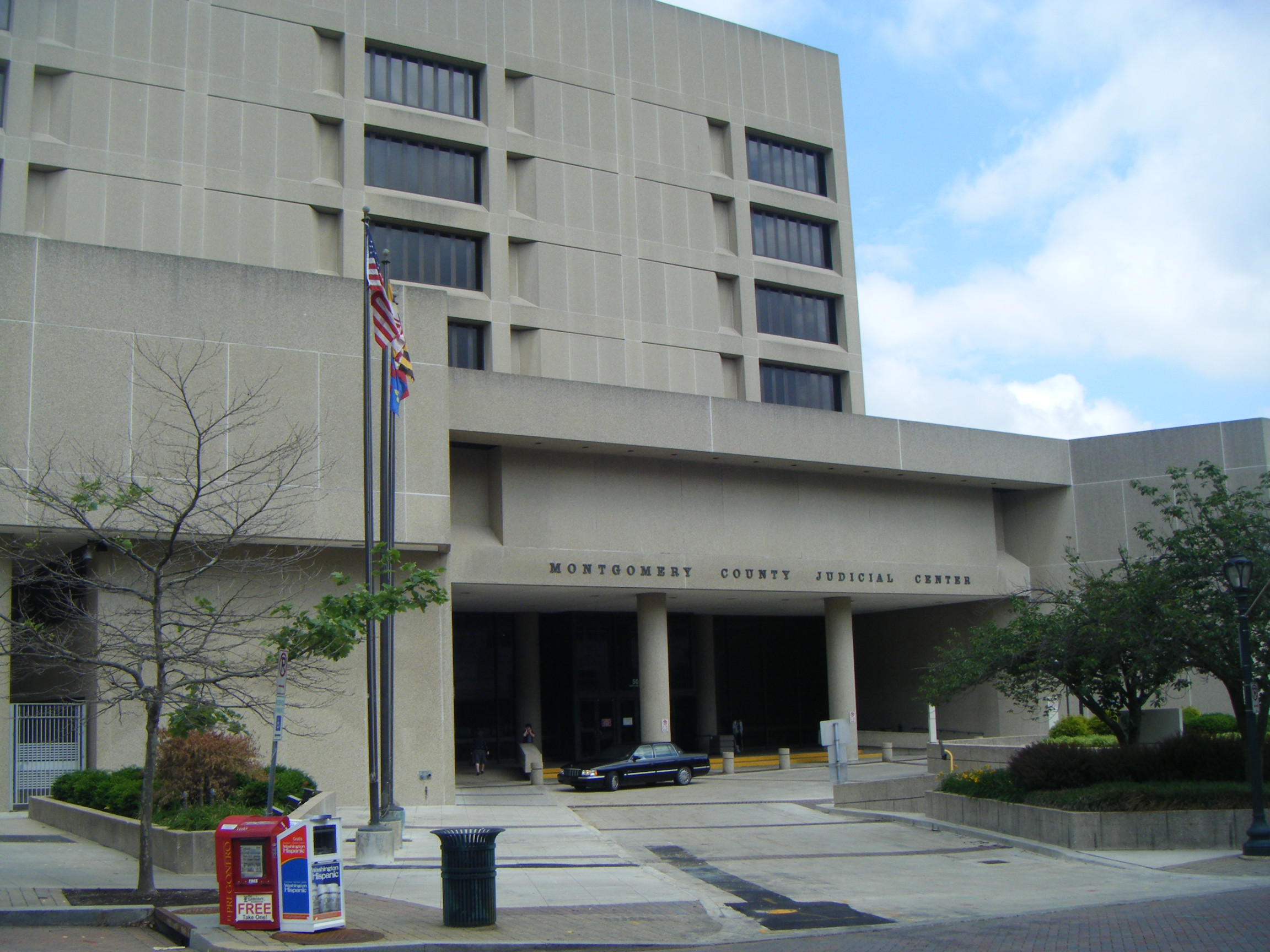
Das heutige Justizzentrum des Montgomery County

### Verkehr
Montgomery wird durch den Capital Beltway und den Interstate Highway 270 erschlossen. Das County verfügt mit dem Montgomery County Airpark über einen Flughafen, der hauptsächlich für den Geschäftsflugverkehr genutzt wird.

## Städte und Gemeinden

### Citys
- Gaithersburg
- Rockville
- Takoma Park

### Towns
| - Barnesville - Brookeville - Chevy Chase - Chevy Chase View | - Chevy Chase Village - Garrett Park - Glen Echo - Kensington | - Laytonsville - Poolesville - Somerset - Washington Grove |

### Villages
- Chevy Chase Section Three
- Chevy Chase Section Five
- Martin’s Additions
- North Chevy Chase

### Special-purpose districts
- Drummond
- Friendship Heights
- Oakmont
- Battery Park

### Census-designated places (CDP)
| - Ashton-Sandy Spring - Aspen Hill - Bethesda - Brookmont - Burtonsville - Cabin John - Calverton1 | - Chevy Chase (CDP) - Clarksburg - Cloverly - Colesville - Damascus - Darnestown - Fairland | - Forest Glen - Germantown - Glenmont - Hillandale1 - Kemp Mill - Montgomery Village - North Bethesda | - North Kensington - North Potomac - Olney - Potomac - Redland - Rossmoor - Silver Spring | - South Kensington - Travilah - Wheaton-Glenmont - White Oak |

### Unincorporated Communitys
| - Beallsville - Boyds - Derwood | - Dickerson - Hyattstown - Shady Grove |

1 – teilweise im Prince George’s County